# Estación de Santutxu
Santutxu es una estación del metro de  Bilbao subterránea, situada en el populoso barrio bilbaíno de Santuchu e inaugurada el 5 de julio de 1997. La estación corresponde a las Líneas 1 y 2 de metro.

## Accesos
- Calle Zabalbide, 53 (salida Zabalbide)
- Calle Tenor Fagoaga, 6 (salida Karmelo)
- Calle Karmelo, 12, esquina calle Santo Rosario (salida Karmelo)

### Accesos nocturnos
- Calle Zabalbide, 53 (salida Zabalbide)
- Calle Karmelo, 12, esquina calle Santo Rosario (salida Karmelo)